# Ovabunda
Ovabunda Alderslade, 2001 è un genere di ottocoralli della famiglia Xeniidae.

## Tassonomia
Comprende le seguenti specie:
- Ovabunda ainex (Reinicke, 1997)
- Ovabunda andamanensis Janes, McFadden & Chanmethakul, 2014
- Ovabunda arabica (Reinicke, 1995)
- Ovabunda benayahui (Reinicke, 1995)
- Ovabunda biseriata (Verseveldt & Cohen, 1971)
- Ovabunda crenata (Reinicke, 1997)
- Ovabunda faraunensis (Verseveldt & Cohen, 1971)
- Ovabunda gohari (Reinicke, 1997)
- Ovabunda hamsina (Reinicke, 1997)
- Ovabunda impulsatilla (Verseveldt & Cohen, 1971)
- Ovabunda macrospiculata (Gohar, 1940)
- Ovabunda verseveldti (Benayahu, 1990)